# Milan Fukal
Milan Fukal, né le 16 mai 1975 à Jablonec nad Nisou, est un footballeur tchèque, qui evolue au poste de défenseur au Kapfenberger SV et en équipe de Tchéquie.
Fukal a marqué deux buts lors de ses dix-neuf sélections avec l'équipe de Tchéquie entre 1997 et 2003.

## Carrière
- 1993-1994 : VTJ Karlovy Vary
- 1994 : EMĚ Mělník
- 1995 : FK Český Brod
- 1995 : Pelikán Děčín
- 1996 : Bohemians Prague
- 1996-1999 : FK Jablonec 97
- 1999-2000 : Sparta Prague
- 2000-2004 : Hambourg SV
- 2004-2006 : Borussia Mönchengladbach
- 2006-2008 : FK Jablonec 97
- 2008-2011 : Kapfenberger SV
- 2011-2013 : FC Hradec Králové
- 2013- : SV Esternberg

## Palmarès

### En équipe nationale
- 19 sélections et 2 buts avec l'équipe de Tchéquie entre 1997 et 2003.

### Avec le FK Jablonec
- Vainqueur de la Coupe de Tchéquie de football en 1998.

### Avec le Sparta Prague
- Vainqueur du Championnat de Tchéquie de football en 2000.

### Avec le Hambourg SV
- Vainqueur de la Coupe de la ligue d'Allemagne en 2003.